# Túmulo do Profeta Ezequiel
O Túmulo do Profeta Ezequiel, também conhecido como o Túmulo de Hazana (nome popular) ou Be Hazane (nome Judeu), é um santuário em Amadia no Iraque, e fazia parte da antiga sinagoga Knis Navi Yehezqel. O túmulo é sagrado para os muçulmanos, cristãos e judeus, embora existam opiniões divergentes sobre a identidade de quem se encontra na câmara mortuária.

## História
A posição do governo do Curdistão Iraquiano é que o profeta bíblico Ezequiel lá está sepultado, e atribui a câmara mortuária para o tempo entre 700-500 a.C.. A sinagoga Knis Navi Yehezqel foi dedicada a Ezequiel, mas os judeus não o consideram estando enterrado em Amedi.
A tradição popular é que ele é um obscuro profeta judeu conhecido como Hazana, descritas por moradores, como filho de Davi ou um neto de José, ou simplesmente como uma figura esquecida, e que é associado com a pureza e fertilidade.
Segundo a tradição Judaica, o local do enterro de dois irmãos, David Hazan e Hazan Yosef, que foram os primeiros da comunidade a se estabelecerem em Amadia (Hazana é em Judaísmo Curdo um título quase equivalente a Hakham ou Rabino). Hazan David morreu segundo a tradição em 936, e a sinagoga Knis Navi Yehezqel foi construído ca. 1250, talvez em 1228. Romarias Judaica foram feitas durante a festa de Shavuot.  Mordechai Zaken acredita que a figura fundadora foi Hazan Yosef, que era o filho de David Hazan.

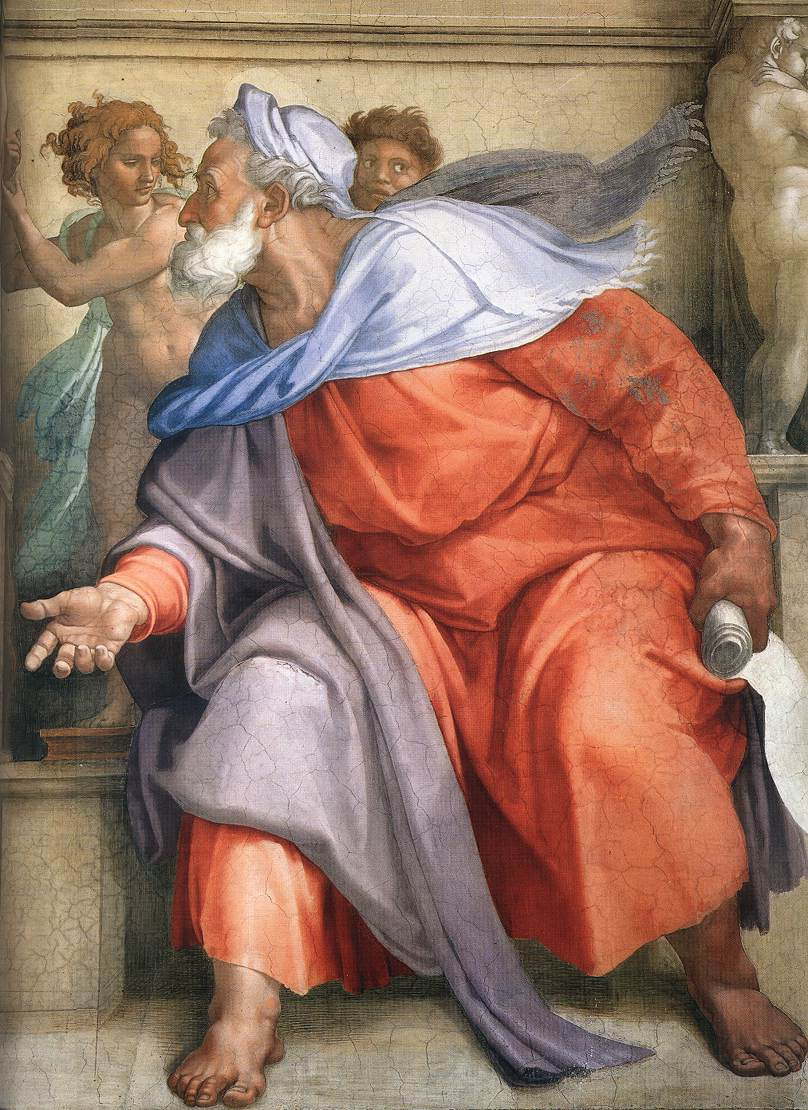
O profeta Ezequiel, por Michelangelo, entre 1509-1510, na Capela Sistina, Vaticano
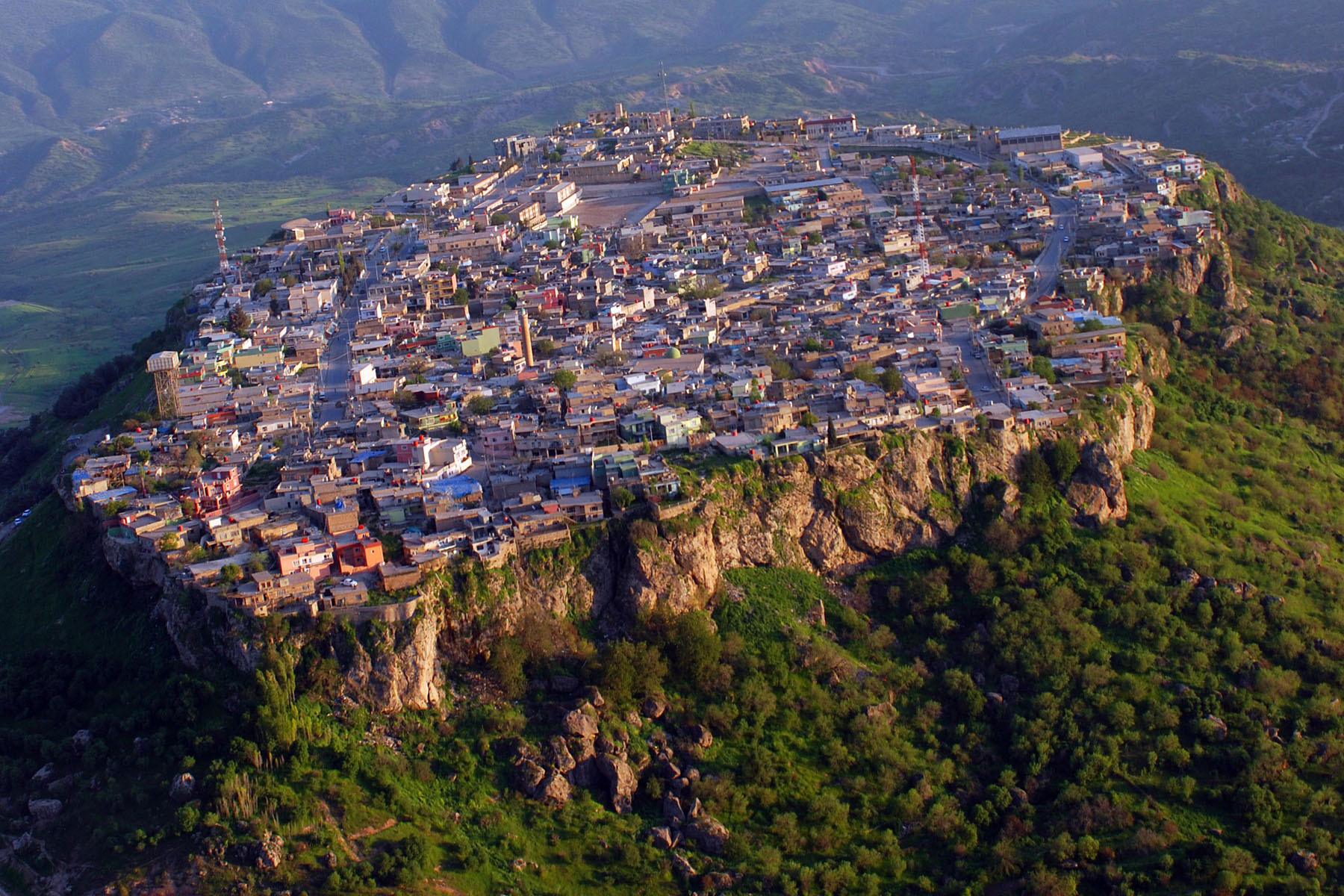
Vista da cidade de Amadia, Iraque
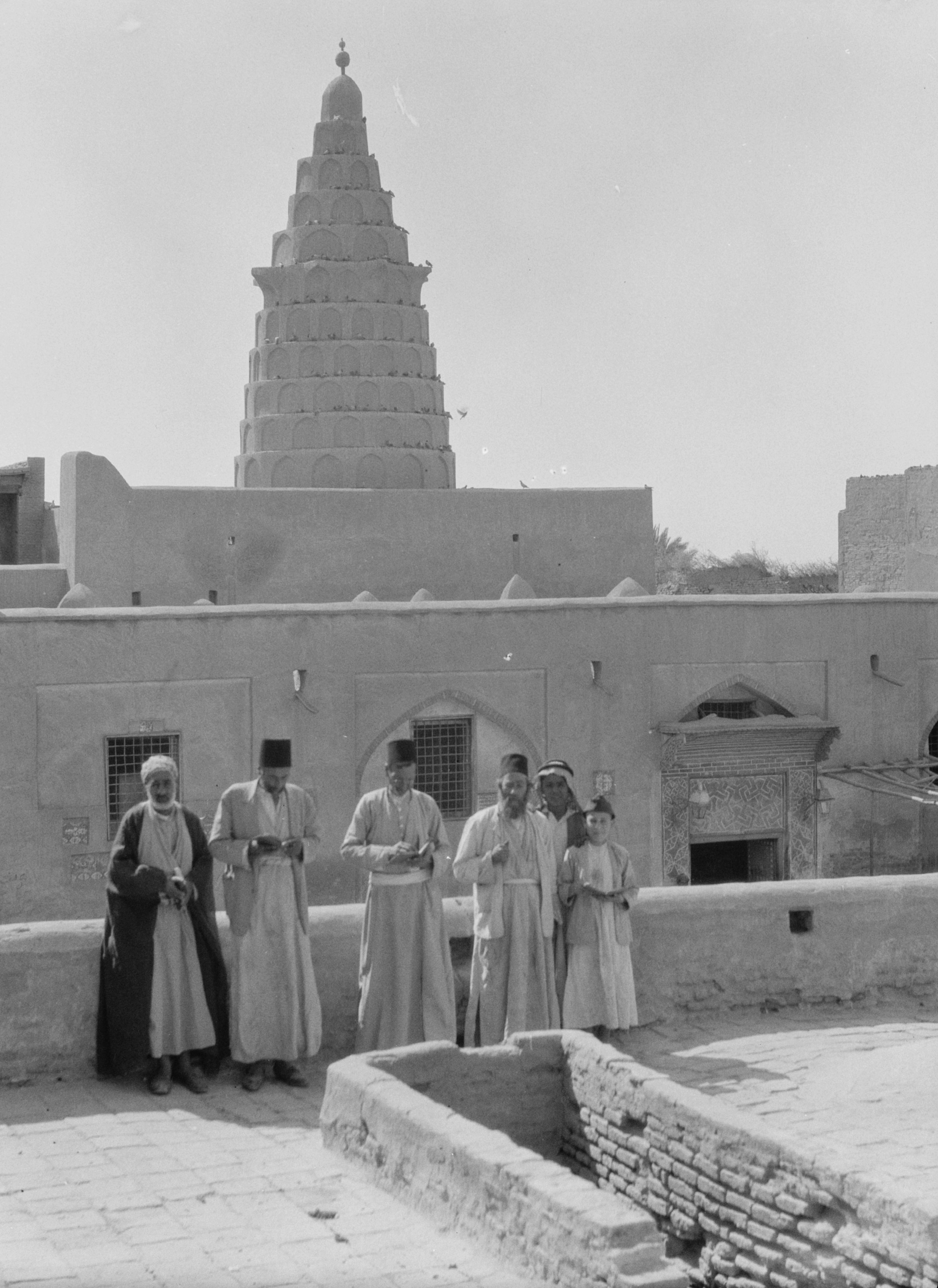
Túmulo de Ezequiel na província de Babil, Iraque